# Ermida de Nossa Senhora da Boa Morte

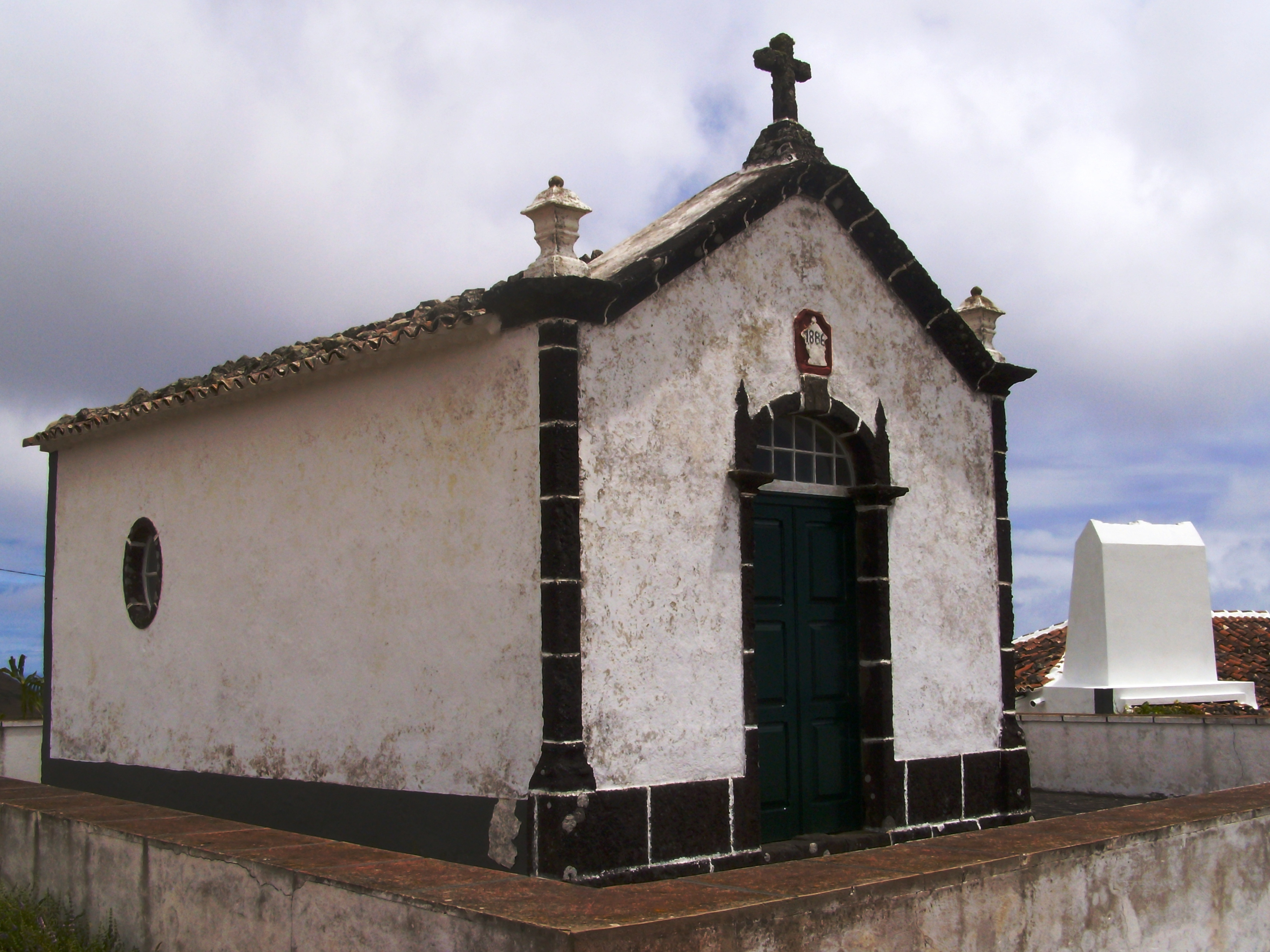
Ermida de N. Sra. da Boa Morte, Panasco.

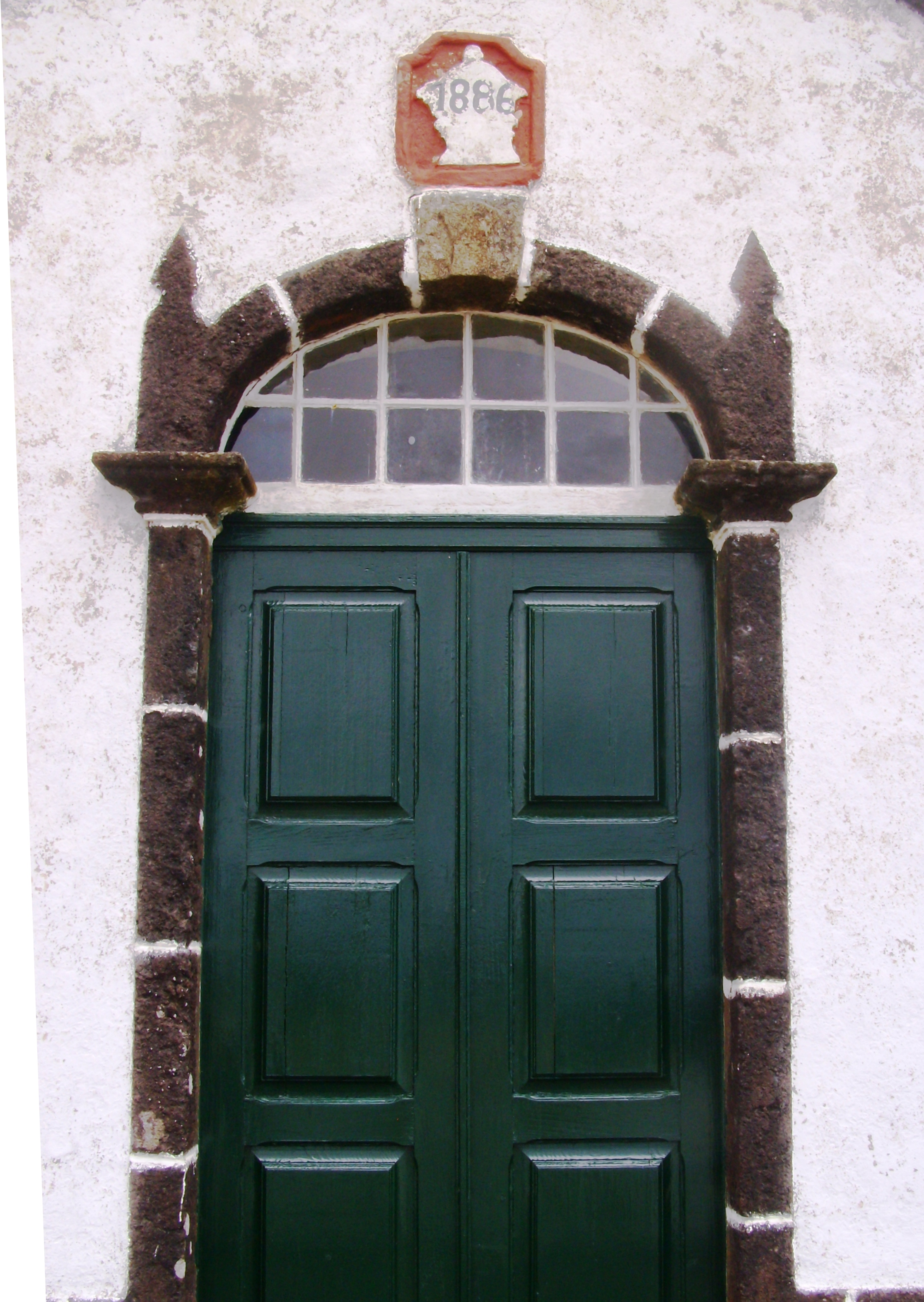
Ermida de N. Sra. da Boa Morte, Panasco.

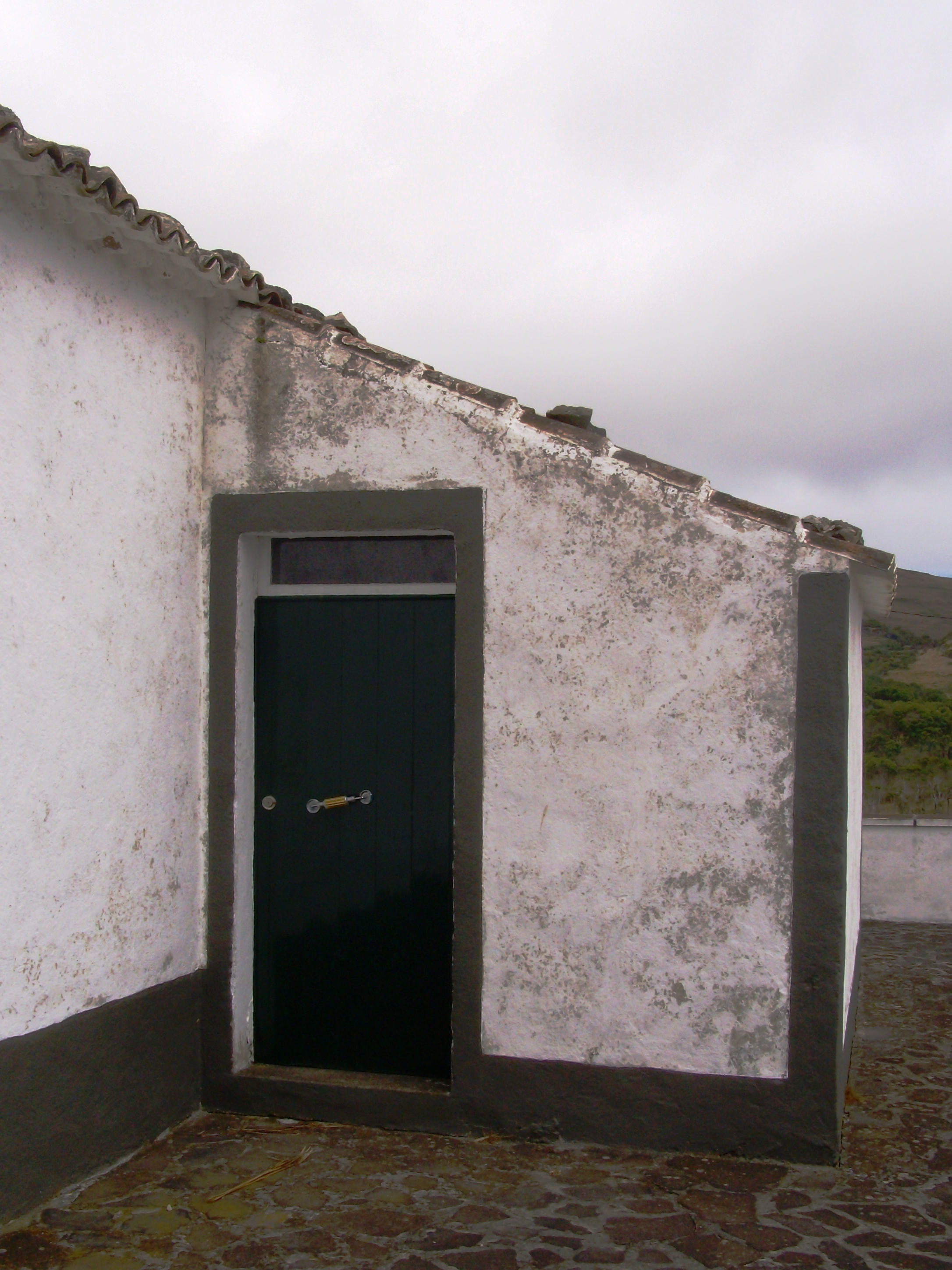
Ermida de N. Sra. da Boa Morte, Panasco.

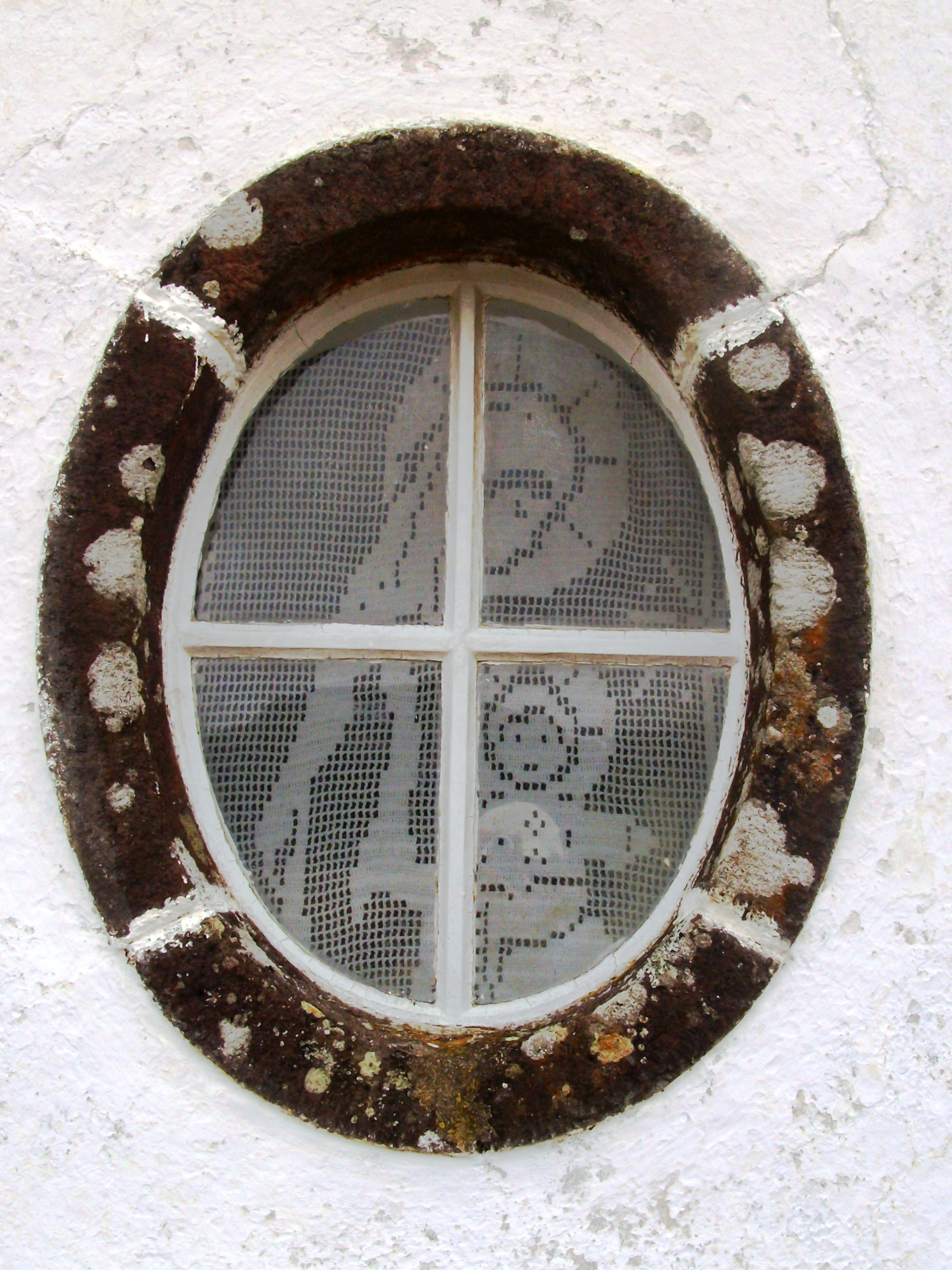
Ermida de N. Sra. da Boa Morte, Panasco.

A Ermida de Nossa Senhora da Boa Morte localiza-se no lugar do Panasco, na freguesia do Santo Espírito, concelho da Vila do Porto, na ilha de Santa Maria, nos Açores.

## História
A primitiva ermida foi erguida na Fajã Sul, junto ao mar, cercada por vinhas, por Mateus Duarte às suas expensas. Esse templo foi destruído no século XIX por uma forte ressaca marítima, tendo a imagem sido resgatada às ondas - sem qualquer dano - por um habitante de nome Simplício, com grande dificuldade.
Para abrigar essa imagem, foi erguida a atual ermida com recursos da população. As suas obras estariam concluídas em 1886, conforme inscrição epigráfica sobre a porta.

## Características
Construção isolada, implantada ao centro de um adro murado, apresenta planta rectangular, com um pequeno volume adossado à lateral direita, coberto pelo prolongamento de uma das águas do telhado.
A fachada possuiu porta em arco abatido assente em impostas. Estas impostas são rematadas por pináculos. Sobre o arco existe uma cartela com a inscrição "1886" e, no topo da cumeeira, uma cruz de pedra.
Na lateral esquerda rasga-se um óculo de forma elíptica.
A cobertura é de duas águas em telha de meia-cana tradicional rematada por beiral duplo.